# Senato Federale del Brasile
Il Senato Federale del Brasile (Senado Federal do Brasil) è la camera alta del Congresso Nazionale del Brasile.

## Storia recente
L'ex presidente José Sarney è stato eletto presidente del Senato federale nel 2003, e ha ricoperto la carica fino al 2005, quando Renan Calheiros ha assunto la presidenza, che ha ricoperto fino a dicembre 2007 in pendenza di inchieste etiche e giudiziarie.
I due si sono nuovamente alternati alla presidenza del Senato in seguito: dal 2009 al 2013 Sarney è tornato a dirigere la Camera alta per la terza volta: in questo periodo si sono diffuse critiche dell'opinione pubblica sulla gestione amministrativa, tanto che nel 2011 era stata propiziata dal primo segretario del Senato Heráclito de Sousa Fortes l'approvazione di una delle riforme più profonde che l'amministrazione interna del Senato abbia subìto, imponendo nuovi standard di condotta, ammodernamento organizzativo e trasparenza.
Nel 2013 Sarney è stato ancora una volta sostituito da Calheiros: questi nel marzo 2013 si è reso responsabile del taglio di circa 300 milioni di rais di spese del Senato (con misure quali l'estinzione di organi e funzioni, la riduzione dei contratti con società esternalizzate e lo scambio di dipendenti pubblici con altri organi della pubblica amministrazione). Ma anche questo mandato di Calheiros si è concluso traumaticamente per problemi giudiziari, stavolta consacrati da un decreto di rimozione emanato dal Tribunale supremo federale il 5 dicembre 2016.
Il 12 maggio 2016 il Senato del Brasile aveva approvato - con 55 voti a favore e 22 contro - la procedura di impeachment che prevede la sospensione di 180 giorni di Dilma Rousseff, la prima presidente donna del Brasile. Il Senato, nelle successive settimane, indagò sulle accuse rivolte alla Rousseff ed infine, il 31 agosto, si espresse con un altro voto (nel quale era necessaria la maggioranza qualificata dei due terzi per rimuovere definitivamente la presidente brasiliana dal suo incarico), destituendola.